# Овчарук Володимир Борисович
Володи́мир Бори́сович Овчару́к (нар. 8 вересня 1979, с. Велика Кужелева, Дунаєвецький район, Хмельницька область, Українська РСР, СРСР — пом. 22 травня 2014, поблизу смт Ольгинка, Волноваський район, Донецька область, Україна) — лейтенант Збройних сил України. Командир взводу 3-го батальйону 51-ї окремої механізованої бригади.

## Біографія
Народився Володимир Овчарук 8 вересня 1979 року в селі Велика Кужелева Дунаєвецького району. Коли йому виповнилось 3 роки, сім'я переїхала у сусіднє село Лисець. Ще з дитинства захоплювався технікою, тому після закінчення місцевої школи вирішив продовжити навчання в Новоушицькому технікумі механізації. Після закінчення технікуму працював у місцевому колгоспі бригадиром тракторної бригади. Далі навчався у Хмельницькому національному університеті на механічному факультеті. Під час навчання в університеті висловив бажання навчатись також на військовій кафедрі. Відбір на кафедрі був дуже суворий, але як відмінник і громадський активіст Володимир пройшов відбір, і після навчання отримав звання молодшого лейтенанта. По закінченні університету деякий час працював у приватного підприємця, а пізніше зайнявся власним бізнесом із ремонту сільськогосподарської техніки, придбав квартиру в обласному центрі, разом з дружиною виховував двох дітей. 
З початком російської збройної агресії як офіцер запасу був мобілізований до лав Збройних сил України та направлений для проходження служби в 51-шу механізовану бригаду, дислоковану у Володимирі-Волинському. Призначений командиром взводу 3-го механізованого батальйону. Володимир мав вибір, чи призиватись до Збройних сил, але на вмовляння рідних відповів: «Як я буду потім дивитись в очі своїм дітям, як поясню свій вчинок?». Після нетривалого навчання на Львівському та Рівненському полігонах підрозділ перевели на Донеччину. Щоб не хвилювати рідних, Володимир їм повідомив, що їх перевели у Дніпропетровську область.
Після прибуття у Волноваський район підрозділ мав завдання організувати блокпост поблизу залізничної станції Велико-Анадоль у смт Ольгинка. Зі слів очевидців, хоча українські військовослужбовці намагались налагодити контакт із місцевим населенням, у село солдатів не пустили, і вони мусили ночувати просто неба, у лісосмузі біля дороги.
Між 4 та 6 годинами ранку 22 травня 2014 року блокпост № 10 атакували проросійські сепаратисти «ДНР», які під'їхали до позицій української армії на інкасаторських машинах, та почали несподіваний масований обстріл з вогнепальної зброї — кулеметів, РПГ, мінометів, ПЗРК тощо. Внаслідок обстрілу здетонував боєкомплект однієї з бойових машин, що призвело до збільшення людських втрат. У цьому бою Володимир Овчарук загинув разом із 15 своїми бойовими побратимами, серед яких був і комбат майор Леонід Полінкевич. 14 жовтня в госпіталі від поранень помер 17-й боєць, Михайло Рибак.
27 травня Володимира Овчарука поховали в селі Лисець, де він виріс. Удома залишились батьки, дружина та двоє дітей — син та донька.

## Вшанування пам'яті
4 червня 2015 року Указом Президента України разом із іншими бойовими побратимами, що загинули разом із Володимиром Овчаруком у бою під Волновахою, за особисту мужність і героїзм, виявлені у захисті державного суверенітету та територіальної цілісності України, нагороджений медаллю «Захиснику Вітчизни».
8 вересня 2014 року, у день 35 річниці з дня народження Володимира Овчарука, в селі Лисець відбулося відкриття меморіальної дошки «Ти — вічність в наших думах та серцях!» у пам'ять загиблого героя. Також у краєзнавчому музеї Лисецької ЗОШ відкрито експозицію, присвячену випускнику школи Володимиру Овчаруку, який загинув у бою за незалежність України.
31 серпня 2015 року у стінах Хмельницького національного університету відбулось відкриття пам'ятного знаку «Героям Слава» на честь героїв Небесної Сотні та загиблих учасників АТО, серед яких двоє випускників Хмельницького університету — Володимир Овчарук та Валерій Дереш.
У червні 2023 року на стіні Лисецької гімназії Дунаєвецької територіальної громади встановили пам'ятну дошку.
- З 2016 року в Лисці існує вулиця Володимира Овчарука[11].
- Почесний громадянин міста Хмельницького (посмертно)